# Рудинський Михайло Якович

Надгробок Михайла Рудинського на Байковому кладовищі в Києві

Михайло Якович Рудинський  02 (14) жовтня 1887, Охтирка, Охтирський повіт, Харківська губернія, Російська імперія — 23 червня 1958, Київ, УРСР) — відомий український археолог, педагог та музейний діяч. Брат Євгенії Яківни Рудинської (1885—1977).

## Біографія
Народився в Охтирці (нині місто Охтирського району Сумської області України) у родині земського лікаря.
Навчався в Охтирській класичній гімназії, по закінченні якої (1905) вступив до Імператорського Санкт-Петербургського історико-філологічного інституту. Згодом перевівся на історико-філологічний факультет Харківського Імператорського університету, який закінчив 1910 року.
По закінченні університету працював у середніх навчальних закладах Києва (Комерційна школа ім. Харитонова) та Санкт-Петербурга (Петрограда) (1910—1917).
Від 1917 року у Полтаві: завідувач Педагогічного бюро Полтавського губернського земства (1917—1920), одночасно, від 1919, — директор Художнього музею; у 1920—1924 роках — співробітник Центрального пролетарського музею Полтавщини. У 1918—1924 роках, від часів Української Держави, учений секретар Українське наукове товариство дослідження й охорони пам'яток старовини та мистецтва на Полтавщині
Закоханий в історію Рудинський швидко зійшовся з передовою полтавською інтелігенцією — В. Щепотьєвим, Л. Падалкою, Г. Коваленком, В. Щербаківським, їх зусиллями влітку 1917 року у Полтаві був організований губернський Комітет охорони пам'яток.
15-19 липня 1923 року біля села Мачухи під Полтавою в часі археологічних розкопок (урочище Таранів Яр) професор Полтавського інституту народної освіти Михайло Рудинський знайшов дві скіфські могили.
У 1924—1934 роках працював у археологічних установах ВУАН у Києві.
У 1934 заарештований і засланий спочатку до міста Котлас, а згодом до Красноборська Архангельської області (РФ), де він знаходився у вільному засланні три роки.
З 1939 до 1944 працював у Вологодському краєзнавчому музеї.
З 1944 знову в Києві — старший науковий співробітник, вчений секретар, завідувач відділу археології первісного суспільства Інституту Археології АН УРСР.
Рудинський досліджував палеолітичні пам'ятки на території України (у Подністров'ї, Пушкарі, у Мізині), а також неолітичні, раннього етапу Трипільської культури і скіфського часу.
Помер 23 червня 1958 року. Похований в Києві на Байковому кладовищі.
Посмертно реабілітований 22 червня 1989 року прокуратурою м. Києва.

## Педагогічна діяльність
У часи Української революції Центральна Рада розпочала масштабне реформування у сфері народної освіти. Стара система управління школою реорганізовувалася: відкривалися українські навчальні заклади, актуалізувалася проблема підготовки педагогічних кадрів та друкування українських підручників. На місцях державну політику у сфері народної освіти здійснювали органи місцевого самоврядування – губернські і повітові земства, а також спеціально створені структурні підрозділ — педагогічні бюро. Восени 1917 року М. Рудинський, високоосвічений педагог і вчений, який добре володів українською мовою, був обраний на посаду завідувача Педагогічного бюро Полтавського губернського земства. До кола його обов’язків входило: аналіз стану народної освіти, підготовка доповідей земським зборам з питань шкільництва, редакторська робота. Особлива увага надавалася виданню «Педагогічного журналу» — фахового часопису на допомогу вчителям народних училищ Полтавської губернії.
Започаткував нову серію цього журналу під назвою «Нова школа», був його редактором, видавцем, автором. У статті «Наші завдання», присвячену концептуальним питанням розбудову національної школи в Україні, він окреслив програмні дії освітян щодо створення майбутньої української школи: «не еволюція взятої за взірець чужоземної школи, а цілком нова, наша школа…школа рідна, школа витворена з самих глибин народної культури, народного світогляду, школа зв’язана з життям цього народу». Головним принципом навчання. на його переконання, мала бути «материнська мова», важливою підвалиною здобуття освіти —«справжнє знання», тобто наукове знання про Україну, її землі, природу, літературу, історію, побут, «зігріте любов’ю до минулого своєї батьківщини і бажанням працювати для свого народу».
Він підкреслював необхідність вивчення учнями рідного краю, їх залучення до активної участі в його житті і розвитку. Він розгорнув роботу з організації у школах краєзнавчих гуртків задля досліджень околиць школи, села, повіту. Діти під час екскурсій робили замальовки пам’яток природи і старовини, збирали колекції, записували народні казки і пісні. М. Рудинський доклав багато зусиль щодо упорядкування та друкування посібників з краєзнавства: «Вивчай природу», «З минулого рідного краю», «Географія Полтавщини». У співпраці з широковідомим в Україні письменником, художником, етнографом і громадським діячем Г. Коваленком підготував збірку «Славетні предки», сторінки якої були прикрашені оригінальними українськими орнаментами. Незважаючи на труднощі йому вдалося налагодити місцеву видавничу діяльність, спрямовану перш за все на забезпечення шкіл українськими виданнями, читанками, збірками, залучивши кошти земства і кооперації (спонсорів). Під його керівництвом Педагогічне бюро випустило в світ понад 1 млн. примірників україномовної навчальної літератури.
Учений підготував концепцію створення у Полтаві вищої педагогічної школи — Українського університету, написав орієнтовні програми з викладання окремих університетських дисциплін, розробив погодинні навантаження викладачів. У 1918 році працював професором відкритого в Полтаві Українського університету.
В збірнику «Арґо»(1914) опублікував свої вірші, а в 1919 видав переклад «Перша частина "Пісні про Нібелюнґів"» (Полтава).

## Праці
Понад 50 наукових праць, серед них:
- Наші завдання  // Педагогічний журнал для вчителів початкових шкіл Полтавщини (Нова школа). —  Полтава, 1917. —  № 1. —  С. 2— 10.
- В справі заснування у Полтаві факультету Педагогічного / М. Рудинський // Нова школа. —  Полтава, 1918. —  № 4. —  С.1—20.
- «Дюнні станції неолітичної доби з побережжя Ворскла» (1920);
- «До питання про культури „мезолітичної доби“ на Вкраїні», («Антропологія», т. 1, 1928);
- «Матеріали до вивчення передісторії Поділля», «Антропологія», т. II (1929);
- «Пушкарівський палеолітичний постій і його місце в укр. палеоліті», «Археологія», т. 1 (1947);
- Кам'яна могила. — К. : Вид-во АН УРСР, 1961.  — 140 с.
- Рудинський М. Археологічні збірки Полтавського державного музею / Михайло Рудинський. — У Полтаві : б. в., 1928. — 36 с.

## Вшанування пам'яті
- В Києві існує вулиця Родини Рудинських.
- З метою вшанування пам'яті земляка, палкого патріота України, музеєзнавця, археолога Михайла Рудинського в Охтирці відбулось відкриття меморіальної дошки на будинку, в якому жив Михайло Якович (пров. Спортивний, 6). По завершенню у Охтирському краєзнавчому музеї відбулися «Рудинські наукові читання» за участі науковців, учнівської та студентської молоді,  місцевої громадськості [2] .